# 白井智之
白井智之（日语：／ Shirai Tomoyuki，1990年—），是一位日本推理小说作家，生于千葉縣印西市，毕业于东北大学法学院，在校期间加入了SF・推理小説研究会。2014年10月，白井在有栖川有栖和道尾秀介的推荐下，于第34届橫溝正史推理暨恐怖大獎凭借入围作品《人脸不宜食用》首次亮相。他的第二部作品《东京结合人类》受到绫辻行人的推荐，被称为“鬼畜系特殊设定能手”。
白井智之的作品风格大多是以人体的特殊设定为基础（如类似蚯蚓的皮肤、长在皮肤上会说话的人脸瘤、邪教徒间的集体幻觉等），以此来构建社会体系和案件核心。白井笔下的现代社会，乃至主要角色大多是堕落且荒诞的，并充斥着分尸、虐待、暴力、人种歧视等残虐桥段，但同时，案件诡计也是以这些“恶心的设定”为出发点，在故事前期布下大量伏线，最终通过严密、完备的逻辑流推理引出真相。
不同于常规推理作家在文末揭晓谜底的形式，白井喜欢用大篇幅的“推理合战”，即在故事中盘就进行多轮伪解答的提出与否定，直到真解答的诞生。尽管受作品风格限制，白井在新本格作家中并不属于销量佼佼者， 但其以猎奇谜面为引，却能搭配朴实的逻辑推演，最终引出故事大逆转的风格极具反差感，让作品深受死忠读者认可。

## 獲得榮譽

### 文學獎獲獎作品
- 《人脸不宜食用》：2014年第34届橫溝正史推理暨恐怖大獎候補[1]
- 《東京結合人類》：2016年第69屆日本推理作家協会獎候補[3]
- 《晚安人面瘡》（おやすみ人面瘡）：2017年第17屆本格推理大獎候補[4]
- 《名侦探的献祭》（名探偵のいけにえ 人民教会殺人事件）：2023年第23届本格推理大奖第1位

### 推理小說排行榜
本格推理小说 Best 10
- 《東京結合人類》：2016年第8位
- 《晚安人面瘡》：2017年第5位
- 《殺死少女的100種方法》2019年第8位
- 《無人逝去》：2020年第5位
- 《名偵探原田亘》：2021年第3位
- 《名偵探的獻祭》：2023年第1位
- 《象首迷宮》：2024年第1位
- 《我是怪異，你是怪物》：2025年第2位

這本推理小說真厲害！
- 《東京結合人類》：2016年第16位
- 《晚安人面瘡》：2017年第8位
- 《名偵探原田亘》：2021年第8位
- 《名偵探的獻祭》：2023年第2位
- 《象首迷宮》：2024年第4位
- 《我是怪異，你是怪物》：2025年第9位

这本推理小说我想读！
- 《象首迷宮》：2024年第7位
- 《我是怪異，你是怪物》：2025年第3位

週刊文春推理小說 Best 10
- 《象首迷宮》：2024年第4位
- 《我是怪異，你是怪物》：2025年第6位

## 作品列表

### 长篇小说
| 书名                                   | 语言     | 版本及出版社            | 发售时间       | ISBN           |
| -------------------------------------- | -------- | ----------------------- | -------------- | -------------- |
| 《人脸不宜食用》 （）                  | 日文     | 角川書店                | 2014年11月1日  | 978-4041021392 |
| 《人脸不宜食用》 （）                  | 日文     | 角川文庫                | 2017年8月25日  | 978-4041056134 |
| 《人脸不宜食用》 （）                  | 韩文     | 내친구의서재            | 2021年3月30日  | 979-1197103254 |
| 《人脸不宜食用》 （）                  | 繁体中文 | 尖端出版 逆思流         | 2025年10月     |                |
| 《东京结合人类》 （）                  | 日文     | 角川書店                | 2015年9月30日  | 978-4041034743 |
| 《东京结合人类》 （）                  | 日文     | 角川文庫                | 2018年7月24日  | 978-4041070116 |
| 《晚安人面疮》 （）                    | 日文     | 角川書店                | 2016年10月1日  | 978-4041046289 |
| 《晚安人面疮》 （）                    | 日文     | 角川文庫                | 2019年9月21日  | 978-4041084359 |
| 《晚安人面疮》 （）                    | 繁体中文 | 尖端出版 逆思流         | 2020年12月28日 | 978-9571092379 |
| 《无人逝去》 （）                      | 日文     | 角川書店                | 2019年9月30日  | 978-4041084342 |
| 《无人逝去》 （）                      | 日文     | 角川文庫                | 2022年1月21日  | 978-4041121627 |
| 《无人逝去》 （）                      | 韩文     | 내친구의서재            | 2020年7月27日  | 979-1197103209 |
| 《无人逝去》 （）                      | 繁体中文 | 尖端出版 逆思流         | 2022年11月14日 | 978-6263385771 |
| 《无人逝去》 （）                      | 陆版     | 四川文艺出版社 酷威文化 | 2021年3月30日  | 978-7541166792 |
| 《名侦探的献祭 人民教会杀人事件》 （） | 日文     | 新潮社                  | 2022年9月15日  | 978-4103535225 |
| 《名侦探的献祭 人民教会杀人事件》 （） | 韩文     | 내친구의서재            | 2023年7月25日  | 979-1191803150 |
| 《名侦探的献祭 人民教会杀人事件》 （） | 陆版     | 九州出版社 磨铁文化     | 2023年9月1日   | 978-7522520773 |
| 《象首迷宮》 （）                      | 日文     | 角川書店                | 2023年9月26日  | 978-4041141786 |
| 《象首迷宮》 （）                      | 韩文     | 내친구의서재            | 2024年10月18日 | 979-1191803358 |
| 《象首迷宮》 （）                      | 繁体中文 | 臺灣角川                | 2025年9月      | 978-6264353045 |

### 短篇连作集、短篇收录集
| 书名                            | 语言                       | 版本及出版社                     | 发售时间         | ISBN              |
| ------------------------------- | -------------------------- | -------------------------------- | ---------------- | ----------------- |
| 《杀死少女的100种方法》 （）    | 日文                       | 光文社                           | 2018年1月20日    | 978-4334912017    |
| 《杀死少女的100种方法》 （）    | 日文                       | 光文社文库                       | 2020年12月9日    | 978-4334791285    |
| 《杀死少女的100种方法》 （）    | 繁体中文                   | 千鱼娱乐                         | 2025年3月17日    | 978-6269898411    |
| 《而那个女孩被煮死在二楼》 （） | 日文                       | 实业之日本社                     | 2018年12月14日   | 978-4408537351    |
| 《而那个女孩被煮死在二楼》 （） | 日文                       | 实业之日本文库                   | 2022年8月5日     | 978-4408557489    |
| 《名侦探原田亘》 （）           | 日文                       | 新潮社                           | 2020年8月19日    | 978-4103535218    |
| 《名侦探原田亘》 （）           | 日文                       | 新潮文库                         | 2023年2月25日    | 978-4101044811    |
| 《名侦探原田亘》 （）           | 陆版                       | 人民文学出版社 99读书人 黑猫文库 | 2022年2月1日     | 978-7020158485    |
| 《名侦探原田亘》 （）           | 韩文                       | 내친구의서재                     | 2024年1月31日    | 979-1191803259    |
| 《上瘾谜题》 （）               | 日文                       | 光文社                           | 2021年5月24日    | 978-4334914011    |
| 《上瘾谜题》 （）               | 日文                       | 光文社文库                       | 2023年11月14日   | 978-4334101183    |
| 《上瘾谜题》 （）               | 繁体中文                   | 尖端出版 逆思流                  | 2023年12月20日   | 978-6263774940    |
| 《上瘾谜题》 （）               | 陆版                       | 江苏凤凰文艺出版社               |                  | 978-7-5594-3692-4 |
| 《啜飲屍汁》 （）               | 日文                       | 实业之日本社                     | 2021年8月30日    | 978-4408537917    |
| 《啜飲屍汁》 （）               | 日文                       | 实业之日本文库                   | 预计2025年4月4日 | 978-4408559414    |
| 《啜飲屍汁》 （）               | 繁体中文                   | 新雨出版社 迷迷                  | 2024年7月16日    | 978-9862273418    |
| 《啜飲屍汁》 （）               | 简体中文 ※译作《死神广播》 | 江苏凤凰文艺出版社 磨铁文化      | 2024年8月1日     | 978-7559488077    |
| 《我是怪異,你是怪物》 （）      | 日文                       | 光文社                           | 2024年8月21日    | 978-4334104030    |
| 《我是怪異,你是怪物》 （）      | 繁体中文                   | 千鱼娱乐                         | 2025年3月17日    | 978-6269926695    |

### 選集收錄作品
- （ ISBN 978-4-06-294094-8）
- （ 2018年6月 ISBN 978-4-06-511821-4 再收錄）
- （2019年4月 南雲堂 ISBN 978-4-523-26584-9）
- （ 講談社文庫 2019年7月 ISBN 978-4-06-516491-4）

### 雜誌收錄作品
- （2015年12月号 发表）
- （2017年1月号 发表）
- （2017年2月号 发表）
- （2017年3月号 发表）
- （2018年2月号 发表）
- （2018年12月号 发表）
- （2016年5月号 发表）
- （2018年2月号 发表）
- （2018年6月号 发表）